# ساکونی
ساکونی (به مجاری:  Szakony) یک شهرداری در مجارستان است که در ناحیه شوپرون واقع شده‌است. ساکونی ۱۳٫۵ کیلومتر مربع مساحت و ۵۰۱ نفر جمعیت دارد.